# Club Deportivo Maldonado (Perú)
El Deportivo Maldonado es un club de fútbol peruano de la ciudad de Puerto Maldonado, del departamento de Madre de Dios. Fue fundado en 1935 y actualmente juega en la Copa Perú.

## Historia
Deportivo Maldonado es el club más popular de la ciudad de Puerto Maldonado disputando el clásico de la zona contra el Fray Martin , duelo que paraliza todo el departamento.

### Copa Perú 1985
Llegó a la Finalísima de la Copa Perú 1985 junto con Ateneo de Huanta, Hungaritos Agustinos de Iquitos, Deportivo Sider Perú de Chimbote, Sport Bolívar de Ica y Tejidos La Unión de Lima. En esa finalísima quedó último con 1 punto.

### Copa Perú 2016
Retornó a una Etapa Nacional en la Copa Perú 2016 tras ser subcampeón departamental. Luego de finalizada la primera fase Deportivo Maldonado sólo obtuvo un empate en seis partidos y quedó eliminado.

### Copa Perú 2017
Fue campeón distrital tras vencer 2-1 en la final a Minsa. En este torneo hicieron jugar a un chico de 12 años que fue clave para ganar el título. También fue campeón departamental regresando de esa manera a la etapa nacional de la copa Perú donde quedó en posición 42.

### Copa Perú 2018
Regresó a la etapa Nacional al ser campeón departamental de nuevo, donde quedó en posición 43 al final.

### Copa Perú 2019
En la etapa Nacional donde quedó en la posición 33 de la primera fase siendo eliminado por diferencia de goles.

### Copa Perú 2022
En la Copa Perú 2022 clasificó a la Etapa Nacional tras superar en la semifinal departamental a Atlético Junior Huepetuhe y luego logró el título departamental venciendo a Atlético Municipal Iñapari. En la primera fase de la Etapa Nacional terminó en el puesto 8 de la tabla general y clasificó a dieciseisavos de final donde fue eliminado por Unión Santo Domingo de Chachapoyas luego de perder 4-1 como local y vencer 3-1 como visitante.

## Uniforme
- Uniforme titular: Camiseta roja con franjas verticales negras, pantalón negro con franjas rojas a los costados y medias negras con bordes gruesos superiores rojos.

### Evolución del uniforme
| 1937-1985 Titular | 1986-2011 Titular | 2012 Titular |

### Indumentaria y patrocinador
| Periodo | Proveedor |
| ------- | --------- |
| 2011    | ???       |
| 2012    | Walon     |
| 2017    | LOMAS     |

| Periodo | Patrocinador                         |
| ------- | ------------------------------------ |
| 2011    | ???                                  |
| 2012    | IDAT                                 |
| 2017    | FERREMAX EIRL TRANSPORTES ARAGON SAC |

## Estadio
El Deportivo Maldonado utiliza como sede el Estadio IPD de Puerto Maldonado de la ciudad homónima.

## Datos del club
- Temporadas en Primera División:  0
- Temporadas en Segunda División:  0.
- Mayor goleada conseguida:
  - En campeonatos nacionales de local:
  - En campeonatos nacionales de visita:
- Mayor goleada recibida:
  - En campeonatos nacionales: Deportivo Maldonado 0:14 Real Garcilaso (19 de octubre de 2011)[2]

## Entrenadores
- Jorge Machuca (1982)
- Juan Salazar (2022)
- Juan Ramón Bayona (2023)

## Palmarés

### Torneos regionales
| Competición regional                       | Títulos                                                                 | Subcampeonatos                |
| ------------------------------------------ | ----------------------------------------------------------------------- | ----------------------------- |
| Liga Departamental de Madre de Dios (12/5) | 1967, 1979, 1984, 1986, 1987, 1989, 1992, 1999, 2017, 2018, 2019, 2022. | 2005, 2011, 2012, 2014, 2016. |
| Liga Provincial de Tambopata (3/5)         | 2011, 2017, 2019.                                                       | 2014, 2016, 2018, 2022, 2023. |
| Liga Distrital de Tambopata (8/4)          | 1967, 1979, 1984, 2014, 2016, 2017, 2022, 2024.                         | 2011, 2018, 2019, 2023.       |